# Alfonso Pérez Viñeta
Alfonso Pérez-Viñeta y Lucio (1905-1978) fue un militar y político español de extrema derecha, teniente general del Ejército de Tierra, capitán general de la IV Región Militar durante la dictadura franquista, adscrito al sector militar del llamado búnker durante los últimos estertores del régimen.

## Biografía
Nacido en Mérida el 28 de febrero de 1905. Ingresa en la Academia Militar de Toledo en 1924 y promovido alférez de Infantería en 1924, es destinado al Regimiento de Infantería nº16. Estuvo presente en el desembarco de Alhucemas de 1925. Conspirador contra la Segunda República, comenzó a preparar junto a Joaquín González Martín y Francisco Visedo Moreno la sublevación militar en la ciudad de Cáceres en mayo de 1936, en línea directa con militares golpistas de Valladolid, cabeza de la VII división orgánica. Tras el golpe de Estado, combatió durante la guerra civil en el bando sublevado, al mando de un tabor de regulares, tomando parte en las batallas de Brunete, Belchite, Teruel y del Ebro.
Designado en abril de 1944 como consejero nacional de FET y de las JONS, se incorporó en calidad de tal en las Cortes franquistas ese mismo mes, desempeñando el cargo de procurador en un primer período hasta 1958.
Ascendido a teniente general en 1967, fue capitán general de la IV Región Militar (Cataluña) desde 1967 hasta 1971. Pasó a la reserva en 1975. Procurador de nuevo en las Cortes franquistas entre 1971 y 1977, fue una de las altas en el XII y último Consejo Nacional del Movimiento. Fue uno de los integrantes del Frente Nacional de Alianza Libre (FNAL), junto a otras figuras como Manuel Hedilla, Blas Piñar o Tomás García Rebull.
Decidido partidario según Josep Clara de una «concepción antidemocrática de la organización social», y adscrito al grupo de militares involucionistas del Ejército de Tierra durante el tardofranquismo, fue uno de los militares que, durante este período, manifestó su simpatía u ofreció apoyo puntual a CEDADE. Se encontró en el grupo de 59 procuradores que votó en contra de la ley de Reforma Política de Adolfo Suárez.
Falleció el 4 de abril de 1978 en Cáceres, a donde había sido trasladado desde su finca de «El Barco», emplazada en el término municipal de Piedras Albas, al agravarse su estado de salud.

## Distinciones
- Gran Cruz de la Orden de Cisneros (1947)[18]
- Gran Cruz de la Real y Militar Orden de San Hermenegildo (1961)[19]
- Gran Cruz de la Orden Imperial del Yugo y las Flechas (1968)[20]
- Gran Cruz del Mérito Naval, con distintivo blanco (1969)[21]
- Gran Cruz de la Orden del Mérito Militar, con distintivo blanco (1969)[22]
- Hijo Adoptivo de Berga (1969)[23]
- Medalla de Oro de Berga (1969)[23]
- Medalla de Oro al Mérito Deportivo (1971)[24]
- Medalla de Oro de la Provincia de Gerona (1971;[25] revocada en 2016)[26]
- Medalla de Oro de la Provincia de Lérida (1971)[27]
- Medalla de Oro de Barcelona (1971)[28]
- Medalla de Oro de la Provincia de Barcelona (1971)[28]